# Marcus Fulvius Centumalus
Marcus Fulvius Centumalus war ein Mitglied des römischen Plebejergeschlechts der Fulvier und 192 v. Chr. Stadtprätor (praetor urbanus) Roms. In dieser Funktion war er an den Vorbereitungen des Krieges gegen den Seleukidenkönig Antiochos III. beteiligt, da er u. a. den Bau von 50 neuen Quinqueremen zu leiten hatte. Es ist nichts Weiteres über das Leben des Fulvius bekannt.